# Marie Kingué
Marie Kingué, también conocida por el nombre de esclava Marie Catherine, (República del Congo, 1746 o 1750-?),  fue una curandera y adivina haitiana, de origen congolés.
Tras ser transportada a Saint-Domingue como esclava, adoptó el nombre de «Kingué» para mostrar su ascendencia. En 1784 y 1785, mientras trabajaba en una plantación en Port-Margot, ganó prominencia por curar supuestos hechizos malignos, proporcionar remedios a base de hierbas y vender talismanes protectores. Muchos propietarios de esclavos confiaban en ella para adivinar quiénes eran los envenenadores en sus talleres, y a menudo se mataban a los esclavos a los que acusaba. En 1785, Kingué se trasladó a Plaisance para vivir con un comandante de milicia. Con más libertad, comenzó a viajar para visitar a clientes en todo el norte de la isla; primero africanos, luego múltiples colonos blancos y personas de color libres. Kingué intentó silenciar a sus detractores. Aun así, acabó perdiendo el apoyo de los colonos blancos, algunos de los cuales enviaron quejas sobre sus actividades mortales al fiscal general de Cabo Haitiano, quien ordenó su arresto en septiembre de ese año. Se desconoce su vida a partir de este momento.

## Trayectoria
Según documentos judiciales, Kingué era de origen congoleño y nació entre 1746 y 1750. La investigadora Crystal Nicole Eddins sugiere que su seudónimo «Kingué» la remonta a Kinguélé, la capital del Reino de Kakongo. Tenía dos o tres marcas congoleñas en su mejilla, y su cara tenía cicatrices. Fue transportada a la colonia francesa de Saint-Domingue, actual Haití, como parte del comercio atlántico de esclavos. Esto probablemente ocurrió a través del puerto de Malemba, a casi 40 millas de Kinguélé, mediante un proceso de esclavización judicial. Eddins postula que Kingué pudo haber escapado una vez. Un número de Le Cap de diciembre de 1774 presentó a una mujer buscada llamada «Keingue» que había huido con un hombre africano llamado «Moisna», que también era esclavo y tenía tatuajes de una cruz de Malta y de su tierra natal.
Durante muchos años y hasta 1785, Kingué trabajó como esclava en Port-Margot, en la plantación de un hombre blanco, Caillon Belhumeur y una mujer anónima, probablemente una mujer libre de color. Convivió con Polidor, un teniente congoleño. Su nombre de esclava europea era «Marie Catherine», aunque utilizó el apellido africano «Kingué» para renunciar a la práctica y mostrar su ascendencia. Además, insistió en que era una mujer libre. Eddins y el historiador Karol K. Weaver consideran que estos actos son una recuperación de la identidad frente a autoridades blancas como Belhumeur.
En 1784 y 1785, Kingué practicó la curación, la herbolaria, la adivinación y la matronería. En una época en la que la religión estaba prohibida, es posible que también actuara como reina vudú. Los términos «kaperlata» y «hospitalière» se usaban para englobar todo lo relativo a ella. Los documentos judiciales afirman que Kingué podía curar muchas enfermedades, matar y resucitar. Se especializó en curar supuestos hechizos malignos y dio remedios a base de hierbas a personas blancas de clase baja, personas de color y esclavos. A pesar de que estaba prohibido fabricarlos, Kingué ganó prominencia hasta Limbé y Plaisance por la venta de talismanes. Costaban entre 10 y 12 gourdes y, según se decía, tenían poderes espirituales contra las enfermedades. Celebraba reuniones en las que realizaba brujería sobre los talismanes y luego los distribuía, a menudo mientras un hechicero cantaba y dirigía bailes.
En 1784, los dueños de esclavos confiaban en Kingué para adivinar a los envenenadores en sus talleres. Belhumeur era uno de sus clientes. Los vecinos afirmaron que había hecho trabajar demasiado a algunos de sus esclavos hasta matarlos, acusación que él no aceptó y pidió a Kingué que determinara si los trabajadores habían sido envenenados y, de ser así, quién era el culpable. Después de realizar un ritual, ella supuso que en su casa se había producido una conspiración y, sin celebrar juicio, Belhumeur torturó y mató a los esclavos a los que Kingué acusó. Su servicio de descubrir envenenadores en talleres tenía tanta demanda que ella y Polidor, convertido en su asistente, comenzaron a iniciar a otros como estudiantes. En otra ocasión, Kingué invitó a Belhumeur a la cabaña de una mujer embarazada enferma a la que estaba ayudando, al parecer, la mujer dio a luz a una serpiente muerta bajo su cuidado, lo que dejó a Belhumeur atónito. Este incidente impulsó a los africanos a venerar a Kingué como una diosa, o al menos a asociarla con Mbumba, un espíritu divino de serpiente congoleño. Algunos africanos cometieron robos para pagar sus servicios.
En 1785, Belhumeur llevó a Kingué a Plaisance, una parroquia cafetera montañosa al sur de Port-Margot, para visitar la casa de Antoine Chailleau, un comandante de la milicia que creía que sus esclavos lo habían envenenado. Kingué lo afirmó pero pensó que su enfermedad estaba lejos de ser fatal. Según Nicolas François de Neufchâteau, procurador general de Cabo Haitiano, ella le extrajo entonces el veneno sacando un sapo de la cabeza y otro del costado. Según se informó, se sintió mejor y la dejó quedarse en la plantación para encontrar a los perpetradores. Chailleau quemó y azotó hasta la muerte o vendió en el extranjero a los siete u ocho esclavos que Kingué acusó. Finalmente se mudó a su casa, probablemente con el consentimiento de Belhumeur,  después de afirmar que había pasado por alto a algunos esclavos.
Kingué comenzó a ejercer el estilo de vida de una mujer libre mientras pagaba una cuota mensual a Belhumeur. Su número de seguidores creció, al igual que la variedad de personas que solicitaban sus adivinaciones o curaciones; africanos al principio, luego múltiples colonos blancos y personas libres de color. Los estados de trance que manifestaba, en los que adoptaba la voz de un hombre o de una mujer débil, eran populares, y Chailleau la llevó a varias plantaciones en la parte norte de la isla, a menudo en Limbé. Una denuncia afirmó que "había adquirido un renombre que se extendía por toda la provincia del Norte" y continúa: "conoce todos los secretos de todas las plantaciones". Kingué nunca tenía suficientes talismanes en stock, que según la denuncia todo Plaisance lucía con orgullo. Otra denuncia se refería al fanatismo que rodeaba a Kingué, de modo que “el mayor desorden se generaba en las cuadrillas de trabajo”. En un caso, reunió a cien hombres de una cuadrilla de trabajo y los incitó a rebelarse contra su dueño.
Kingué ocasionalmente silenciaba a sus detractores. Mientras realizaba rituales en una plantación de Pilate, tres de sus antiguos iniciados planearon incriminarla, pero ella los amenazó para que guardaran silencio. En la plantación de Chailleau, frente a un grupo de personas blancas, amenazó a un destacado cirujano que había dudado de que los envenenamientos fueran la principal causa de las muertes. El gerente de una plantación de Pilate, donde trabajaba Polidor, apoyó al principio a Kingué, pero finalmente intentó detenerla. Ella lo mordió y escapó, y por miedo, los esclavos que estaban presentes no se lo impidieron.
Algunos colonos blancos se sintieron irritados por su influencia política, su audacia y su riqueza. El 3 de septiembre de 1785, un propietario de esclavos que solo tenía la firma "M." la denunció en una carta a Neufchâteau. Dos semanas después, un notario llamado LeMay hizo lo mismo. Ambos tildaron a Kingué de desvergonzada y charlatana, y a sus devotos de «imbéciles de espíritu débil». También temían que sus vecinos pudieran condenarlos al ostracismo si se conocieran sus opiniones. Algunos administradores de plantaciones de Plaisance escribieron a Neufchâteau sobre las quejas que habían expresado a Belhumeur. Cuando un esclavo mutilado que había escapado se encontró con un juez de Cabo Haitiano, fue citado a la corte por ser cómplice de las actividades de Kingué. Belhumeur prometió reprenderla, pero los gerentes se quejaron de que, en lugar de eso, él continuó pagando por sus servicios. Consideraban que la maréchaussée y cierto número de soldados blancos eran demasiado leales a ella y pidieron que fuera capturada por una brigada especial. Jean Baptiste Suarez d'Almeida, fiscal real en Cabo Haitiano, manifestó su acuerdo en un informe que escribió. Él creía que ella había victimizado tanto a personas blancas como negras con supersticiones absurdas.
A finales de septiembre, Neufchâteau redactó un informe final ordenando el arresto de Kingué y Polidor, resumiendo el caso y enumerando las víctimas que probablemente testificarían. Mientras era buscada para arrestarla, Kingué se escondió en la casa de Chailleau. La transcripción de su juicio la describe con desprecio. La presenta como una négresse, o más bien un monstruo, y afirma que no es una mujer libre sino "de hecho una esclava y una vagabunda". Se desconoce el resultado del juicio, si fue llevada al juzgado y cuál fue su vida después.

## Otras lecturas
- Pluchon,Pierre (1987). Vaudou, Sorciers, Empoisonneurs de Saint-Domingue à Haïti (en francés). Éditions Karthala. ISBN 9782865371853. OCLC 19709888.

- Datos: Q65782575